# サシンマネジメントコンサルティング
サシン・マネジメント・コンサルティング(Sasin Management Consulting: SMC)は、サシン経営大学院のコンサルティング部門である。現在、SMCはタイを代表するコンサルティングファームとして広くタイ社会において認知されている。SMCの人員は、国際的水準の研究と30年近くにわたるアジア・オセアニア地域における経営管理者育成の経験において広く認知されたサシンの一流教授陣だけではなく、経営コンサルティングにおいて豊富な経験を有するエキスパートによって構成されている。サシンの教授陣とコンサルタントは、それぞれの専門領域で国際経験が豊富であり、彼らの思考は伝統的なタイのよさを守りつつ、革新的な欧米流のアイデアをそこに調和させることに優れていると言われる。

## ＳＭＣのコンサルタント
SMCのタイ人コンサルタントは多種多様な経験を経てSMCに参加している。コンサルティングファーム出身者は、マッキンゼー、ヘイコンサルティング、マーサー、プライスウォーターハウス、Hewittなどを含み、公的機関出身者は財務省、中央銀行、TDRIなどを含む。。

## ＳＭＣのサービス
- 戦略と政策：国家／産業レベルの競争力向上、マーケティングとブランディングなど
- 組織変革と人的資本管理：業績管理、変革経営など
- プロセスエンジニアリングとロジスティクス：サプライチェーンマネジメント構築など

上記以外に、日本企業向けのサービスとして、 
- タイにおける市場調査
- マッチングパートナー選定サポート
- 新規ビジネス立ち上げのサポートなど

## 過去の主要な実績
毎年SMCは民間企業と公的部門の両方から多くのプロジェクト依頼を受けている。以下は、その数例である。

### 公的部門クライアント
- タイ国政府

1. 国の持続的競争優位の獲得と向上プロジェクト （マイケル・ポーター教授（ハーバード大学）と共同）
2. 世界経済フォーラム（ダボス会議）においてタイ国の競争力分析

- タイ国産業省

陶磁器輸出増進のための体系的かつ効果的投資に関する実現可能性調査
- タイ国投資委員会（BOI）

国際貿易クラスター向上プロジェクト （日・韓・新国際比較調査に基づいて）

### 民間部門クライアント
- 某[どこ?]自動車1次サプライヤー

HRM関連の改革（業績評価システム構築、新給与体系、タレントマネジメント）
- 某[どこ?]一流ホテル

新レストラン立ち上げのための顧客動向調査とそのマーケティング戦略立案
- 某[どこ?]製鉄所

圧延鋼生産設備への戦略的投資に関する実現可能性調査